# Sammy Lee (labdarúgó)
Sammy Lee, született Samuel Lee (Liverpool, 1959. február 7. –) válogatott angol labdarúgó, középpályás, edző.

## Pályafutása

### Klubcsapatban
1976 és 1986 között a Liverpool labdarúgója volt, ahol négy angol bajnoki címet szerzett. Kétszeres BEK-győztes (1980–81, 1983–84) volt az együttessel. 1986–87-ben a Queens Park Rangers, 1987 és 1990 között a spanyol Osasuna játékosa volt. 1989–90-ben kölcsönben a Southampton csapatában szerepelt. 1990–91-ben a Bolton Wanderers  együttesében fejezte be az aktív labdarúgást.

### A válogatottban
1981–82-ben hat alkalommal szerepelt az angol U21-es válogatottban. 1982 és 1984 között 14 alkalommal szerepelt az angol válogatottban és két gólt szerzett.

### Edzőként
2007-ben a Bolton Wanderers vezetőedzőjeként dolgozott. 2008-ban a Liverpool, 2012-ben a Bolton szakmai munkáját irányította ideiglenesen.

## Sikerei, díjai
Liverpool FC
- Angol bajnokság (First Division)
  - bajnok (4): 1981–82, 1982–83, 1983–84, 1985–86
- Angol ligakupa
  - győztes (4): 1980–81, 1981–82, 1982–83, 1983–84
- Angol szuperkupa (FA Charity Shield)
  - győztes (4): 1979, 1980, 1982, 1986 (megosztva)
- Bajnokcsapatok Európa-kupája (BEK)
  - győztes (2): 1980–81, 1983–84
  - döntős: 1984–85
- UEFA-szuperkupa
  - döntős: 1984

## Statisztika

### Mérkőzései az angol válogatottban
| Anglia | Anglia               | Anglia                          | Anglia        | Anglia   | Anglia         | Anglia             | Anglia | Anglia  |
| #      | Dátum                | Helyszín                        | Hazai         | Eredmény | Vendég         | Kiírás             | Gólok  | Esemény |
| ------ | -------------------- | ------------------------------- | ------------- | -------- | -------------- | ------------------ | ------ | ------- |
| 1.     | 1982. november 17.   | Szaloniki, Kaftanzóglio Stadion | Görögország   | 0 – 3    | Anglia         | Eb-selejtező       | 1      | 68'     |
| 2.     | 1982. december 15.   | London, Wembley Stadion         | Anglia        | 9 – 0    | Luxemburg      | Eb-selejtező       | -      |         |
| 3.     | 1983. február 23.    | London, Wembley Stadion         | Anglia        | 2 – 1    | Wales          | brit házibajnokság | -      |         |
| 4.     | 1983. március 30.    | London, Wembley Stadion         | Anglia        | 0 – 0    | Görögország    | Eb-selejtező       | -      |         |
| 5.     | 1983. április 27.    | London, Wembley Stadion         | Anglia        | 2 – 0    | Magyarország   | Eb-selejtező       | -      |         |
| 6.     | 1983. június 1.      | London, Wembley Stadion         | Anglia        | 2 – 0    | Skócia         | brit házibajnokság | -      |         |
| 7.     | 1983. június 19.     | Melbourne, Olimpia Park Stadion | Ausztrália    | 1 – 1    | Anglia         | barátságos         | -      |         |
| 8.     | 1983. szeptember 21. | London, Wembley Stadion         | Anglia        | 0 – 1    | Dánia          | Eb-selejtező       | -      | 77'     |
| 9.     | 1983. október 12.    | Budapest, Népstadion            | Magyarország  | 0 – 3    | Anglia         | Eb-selejtező       | 1      | 19'     |
| 10.    | 1983. november 16.   | Luxembourg, Municipal Stadion   | Luxemburg     | 0 – 4    | Anglia         | Eb-selejtező       | -      |         |
| 11.    | 1984. február 29.    | Párizs, Parc des Princes        | Franciaország | 2 – 0    | Anglia         | barátságos         | -      | 78'     |
| 12.    | 1984. április 4.     | London, Wembley Stadion         | Anglia        | 1 – 0    | Észak-Írország | brit házibajnokság | -      |         |
| 13.    | 1984. május 2.       | Wrexham, Racecourse Ground      | Wales         | 1 – 0    | Anglia         | brit házibajnokság | -      |         |
| 14.    | 1984. június 17.     | Santiago, Estadio Nacional      | Chile         | 0 – 0    | Anglia         | barátságos         | -      | 74'     |
|        | Összesen             |                                 |               | 14       | mérkőzés       |                    | 2      | gól     |